# Plattenbauten an der Berliner Wilhelmstraße

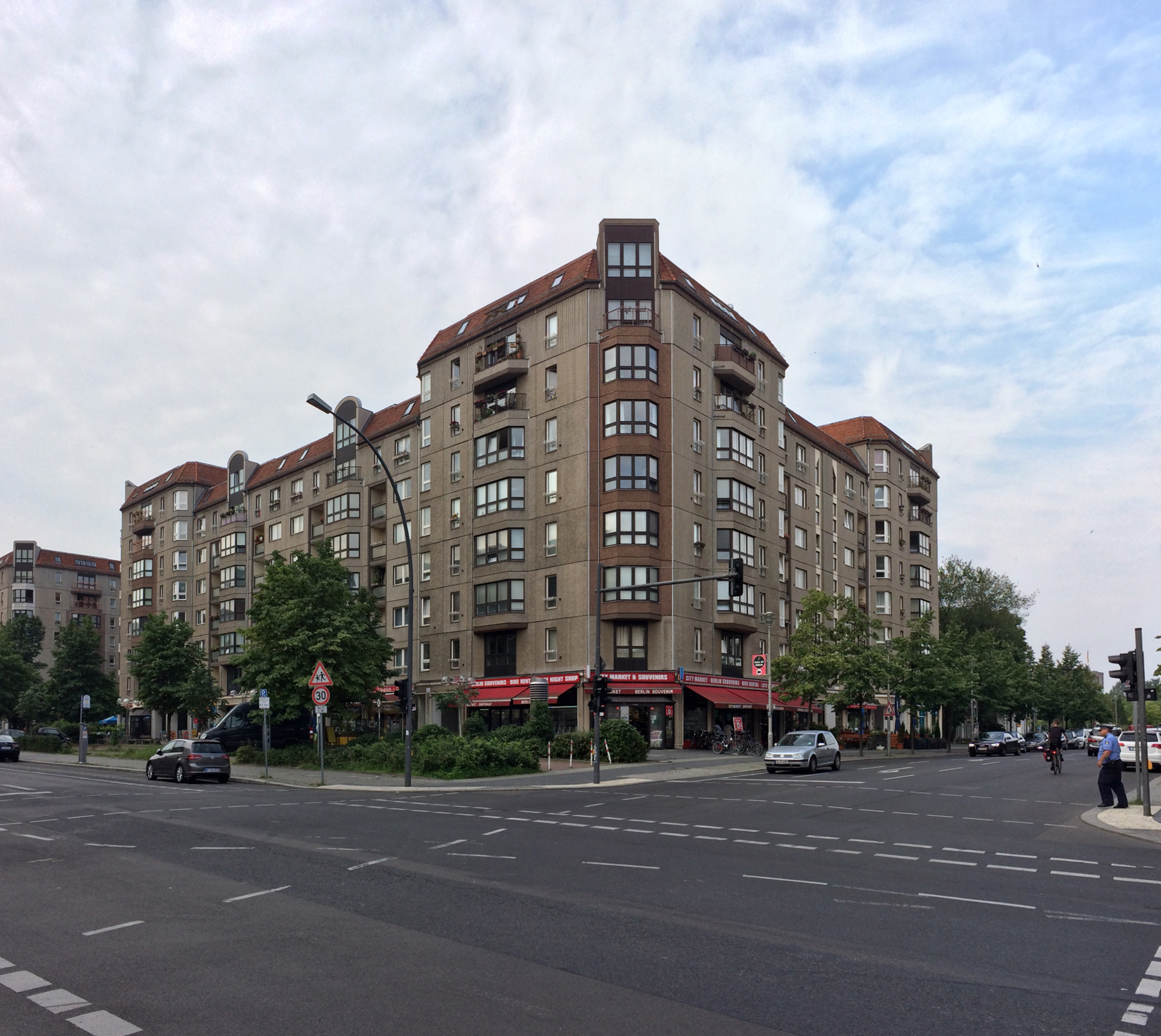
Wilhelmstraße / Ecke Hannah-Arendt-Straße

Die Plattenbauten an der Berliner Wilhelmstraße (auch: Wohnquartier an der Wilhelmstraße) im Berliner Ortsteil Mitte stehen seit 2021 unter Denkmalschutz.

## Lage
Die Plattenbauten an der Wilhelmstraße wurden in den letzten Jahren der DDR direkt an der Berliner Mauer in unmittelbarer Nähe zum Brandenburger Tor errichtet. Die Wilhelmstraße war 1964 nach dem verstorbenen DDR-Ministerpräsidenten Otto Grotewohl benannt worden. In der Nachbarschaft eines Teils der denkmalgeschützten Plattenbauten befindet sich das Denkmal für die ermordeten Juden Europas.

## Geschichte
Die Plattenbauten stehen auf historisch bedeutsamen und auch belastetem Gelände. Errichtet von hochgestellten und begüterten Personen dienten ihre Palais später als Sitz von Ministerien Preußens, des Deutschen Kaiserreichs, der Weimarer Republik und der nationalsozialistischen Diktatur, wie die Reichskanzlei mit dem unterirdischen Führerbunker. Zum Ende des Zweiten Weltkriegs waren viele der Gebäude durch Kriegseinwirkungen zerstört oder wurden wegen der Grenze zu West-Berlin abgerissen. Das Viertel westlich der Sektorengrenze zwischen Brandenburger Tor im Norden, Wilhelmstraße im Osten und der Leipziger Straße im Süden blieb in vielen Bereichen jahrzehntelang brach liegen. Um einen Teil der Plattenbauten errichten zu können, mussten auch Reste des bereits zuvor zerstörten Führerbunkers nochmals gesprengt werden.
Die Plattenbauten entstanden im Zeitraum von 1987 bis 1992. Begonnen wurden die Bauten durch die Baudirektion Hauptstadt Berlin des Ministeriums für Bauwesen unter Leitung von Erhardt Gißke und gelten als Spätwerk des DDR-Städtebaus. Die Fertigstellung zog sich bis nach der deutschen Wiedervereinigung hin. Chefarchitekt war Helmut Stingl. Die Gesamtanlage war für etwa 4000 Menschen ausgelegt und umfasste Wohnungen, Geschäfte, Gaststätten und Dienstleistungsbetriebe. Die für die DDR ungewöhnlich großen Wohnungen waren der gesellschaftlichen und politischen Führungsebene vorbehalten.

## Bauausführung
Für den Bau dieser Anlage wurden Platten aus der Wohnungsbauserie 70 (WBS 70) verwendet, wodurch eine größere Flexibilität bei der Gestaltung der Gebäude außen und innen möglich war. Die Gebäude sollten auch die Leistungsfähigkeit der Ost-Berliner Hauptstadtplanung aufzeigen und damit im Wettbewerb der politischen Systeme zwischen Ost und West signalisieren, dass das System der DDR mit dem der Bundesrepublik konkurrieren kann (so der Landeskonservator von Berlin, Christoph Rauhut).
Die Gebäude sind mit Erkern, Balkonen, Gauben und Loggien, betonten Ecken und Mittelachsen ausgestattet und gruppieren sich um Höfe mit großzügiger Durchgrünung und breiten Wegen. Dies soll an die barocken Palais erinnern, die im 18. Jahrhundert die Wilhelmstraße säumten. Rund 85 % der Wohnungen waren 3- und 4-Zimmer-Wohnungen. Durch undurchsichtige Verglasungen und versperrte Dachaufstiege sollten Kontakte in den Westen verhindert werden.
Bis auf einen Abriss eines Plattenbaus ist das Wohnquartier weitgehend im Ursprungszustand erhalten.

## Denkmalschutz
Unter Schutz stehen die Plattenbauten im gesamten Viertel, da diese aus geschichtlichen, künstlerischen und städtebaulichen Gründen erhaltenswert sind. Es sind dies die Gebäude:
- An der Kolonnade 1/3/5/7/9/11
- An der Kolonnade 2/4/6
- Behrenstraße 1b/1c
- Hannah-Arendt-Straße 1/3
- Hannah-Arendt-Straße 2/4/6
- Gertrud-Kolmar-Straße 1/3/5/7/9
- Gertrud-Kolmar-Straße 2
- Gertrud-Kolmar-Straße 4
- In den Ministergärten 1
- Voßstraße 1, 9
- Voßstraße 10–12
- Wilhelmstraße 45–48
- Wilhelmstraße 75–78
- Wilhelmstraße 84–92
- Wilhelmstraße 93–94
- Mohrenstraße 67–69

## Bekannte Mieter
- Günter Schabowski (1929–2015), Politiker, erster Sekretär der SED-Bezirksleitung von Ost-Berlin
- Kurt Hager (1912–1998), Kulturpolitiker im Staatsrat der DDR
- Heinrich Scheel (1915–1996), Historiker, Vizepräsident der Akademie der Wissenschaften der DDR
- Katarina Witt (* 1965), Eiskunstläuferin
- Angela Merkel (* 1954), Politikerin (CDU) und Joachim Sauer (* 1949), Chemiker
- Franz Müntefering (* 1940), Politiker (SPD)
- Gregor Gysi (* 1948), Rechtsanwalt, Politiker der Partei: Die Linke
- Rolf Hochhuth (1931–2020), Dichter und Dramatiker
- Birgit Breuel (* 1937), Politikerin (CDU)
- Hauptstadtbüro des Mérite Européen Freundes- und Förderkreis.[1][4][6][9]